# Facundo Ospitaleche
Facundo Ospitaleche, vollständiger Name Facundo Ospitaleche Hernández, (* 11. April 1996 in Montevideo) ist ein uruguayischer Fußballspieler.

## Karriere

### Verein
Der 1,77 Meter große Mittelfeldakteur Ospitaleche spielte im Jugendfußball seit 2010 für Defensor Sporting. Über die Mannschaften der Septima División (2010), der Sexta División (2011), der U-16 (2012) und der Quinta División (2013) gelangte er 2014 ins U-19-Team der Cuarta División, für das er auch im Folgejahr aktiv war. 2015 gehörte er ebenfalls der Reserve (Formativas) in der Tercera División an. Bereits Anfang Oktober 2014 wurde er – zumindest vorübergehend – gemeinsam mit Franco Pizzichillo in den Kader der Ersten Mannschaft befördert. Sein Debüt in der Primera División feierte er in der Apertura 2015 am 23. Oktober 2015 beim 0:0-Unentschieden im Auswärtsspiel gegen Plaza Colonia, als er von Trainer Juan Tejera in die Startelf beordert wurde. In der Saison 2015/16 bestritt er eine Erstligabegegnung (kein Tor). Anfang September 2016 wechselte er auf Leihbasis zum Venados FC und absolvierte bei den Mexikanern 25 Ligaspiele (kein Tor) und vier Partien (kein Tor) in der Copa México. Im Juli 2017 verpflichtete ihn der uruguayische Erstligist River Plate Montevideo.

### Nationalmannschaft
Ospitaleche feierte unter Trainer Fabián Coito am 24. Juli 2012 beim 5:1-Sieg im Freundschaftsspiel gegen Peru sein Debüt in der U-17-Nationalmannschafts Uruguays. Er nahm mit dem Team an der U-17-Südamerikameisterschaft 2013 in Argentinien teil. Im Verlaufe des Turniers wurde er viermal (kein Tor) eingesetzt. Im Vorfeld der U-17-Weltmeisterschaft jenes Jahres wies der uruguayische Fußballverband für ihn 26 absolvierte Länderspiele und zwei Tore in dieser Altersklasse für ihn aus. Bei der U-17-Weltmeisterschaft 2013 gehörte er ebenfalls dem uruguayischen Aufgebot und erreichte mit dem Team das Viertelfinale. Im Verlaufe des Turniers bestritt er fünf Spiele und erzielte einen Treffer.
Am 4. August 2014 wurde er ebenfalls von Coito bei der 0:1-Niederlage gegen Peru als Mitglied der Startelf erstmals in der uruguayischen U-20-Auswahl eingesetzt.